# 兔苣属
兔苣属（学名：Lagoseris）是菊科下的一个属，为一年生草本植物。该属共有约10种，分布于地中海地区和中亚、小亚细亚及伊朗。